# Cal Sebastià Pujol
Cal Sebastià Pujol és un edifici modernista de Reus (Baix Camp) inclòs a l'Inventari del Patrimoni Arquitectònic de Catalunya.

## Descripció
És un edifici entre mitgeres de planta baixa, entresòl i tres plantes construït al carrer de Llovera per Pere Caselles el 1914. És de composició simètrica seguint l'eix de la façana. La planta baixa té un arc de mig punt, ara ocult, que en un altre temps tenia tarja de ventall. Hi ha dues obertures per planta, que en el primer pis són un balcó corregut. Hi ha mènsules amb ornamentació sota els balcons i que es corresponen en tots els pisos amb els muntants dels buits. Hi ha també sanefes d'esgrafiats sota els balcons del segon i tercer pis, i com a timpans damunt dels dintells del segon. Un interessant decoració corona l'edifici a manera de frontó, amb elements i relleus modernistes, a més de les garlandes de flors i filigrana que hi ha damunt dels buits de l'última planta. Fabricat amb pedra artificial, arrebossat, té la fusteria de fusta i ferro forjat ben treballat per a les baranes dels balcons.